# クロエ (映画)
『クロエ』は、2001年に公開された日本の恋愛映画。

## 概要
本作品は映画監督利重剛の6年ぶりの新作である。
2001年6月15日よりシアター・イメージフォーラムで公開された。また、第51回ベルリン国際映画祭（コンペティション部門）、ブカレスト国際映画祭、モスクワ国際映画祭、リオ・デ・ジャネイロ国際映画祭、ストックホルム国際映画祭にも正式に招待あるいは出品された。
- 制作：2001年
- 規格：シネマスコープ、DTSステレオ
- 上映時間：128分
- 配給：サンセントシネマワークス

## あらすじ
プラネタリウム職員の高太郎はある日クロエと出会い、互いに恋に落ちた。2人は間もなく、彼がよく行くパブで結婚式をする。高太郎は親友の英助にも幸せを分けようと、彼の借金の返済にと自分の預金を渡すが、英助はその金を自分の尊敬するアーティスト・キタノの作品に注ぎ込んでしまう。
クロエの右肺が何かに圧迫されているのが診察で判明し、手術で摘出したところ、それは睡蓮の蕾であった。しかしもう一方の肺にも蕾が発生し、体力的に手術ができないため、自宅での闘病生活に入る。栄助の恋人・日出美が見舞いに持ってきた花束を、摘出後に花瓶に生けていた蕾に近づけるとその成長が止まることに気付いた高太郎は、部屋に花を飾ることにした。しかし高太郎はプラネタリウムを解雇され、花の代金を得るためにと危険な仕事までしてしまう。彼は英助に金をいったん戻してほしいと頼むが金はキタノの作品に充てられ無くなっていた。
高太郎は必死に働き、皮肉なことにクロエとともに過ごす時間が失われていく。一方、日出美はキタノへのめり込む英助を見かね、元凶だとしてキタノを殺害するが、その時にはすでに英助は借金をしていた知人に殺されていた。キタノ殺害のニュースを聞き不安になった高太郎はクロエの待つ部屋に戻る。クロエはずっと高太郎のそばに居たいと願っていたが、高太郎はクロエを助けるために彼女の気持ちも考えずに一心不乱に働いた。  
しかし、高太郎の苦労も報われず、クロエは睡蓮の花が開花すると共にこの世を去った。クロエの葬儀の日には周りに睡蓮が咲いており、高太郎はクロエが花になったと感じた。その後、高太郎は花屋の運輸業者に働き、何気ない生活を送っていた。そして運び込まれた一束の花束に混じり込んでいた睡蓮の花を見ると、高太郎はその場で泣き崩れた。高太郎の泣き声は曇り空まで届いた。

## スタッフ
- 製作：塩原徹、長瀬文男、仙頭武則、松下晴彦
- プロデューサー：仙頭武則
- 協力フロデューサー：八木廣、高野力、有吉司
- 監督：利重剛
- 脚本：利重剛、萩生田宏治
- 撮影：篠田昇
- 音楽：今野登茂子
- 翻案元：ボリス・ヴィアン『うたかたの日々』（ハヤカワepi文庫）、『日々の泡』（新潮文庫）
- 助監督：山本透
- 制作担当：氏家英樹

## キャスト
- 高太郎：永瀬正敏
- クロエ：ともさかりえ
- 英助：塚本晋也
- 日出美：松田美由紀
- アニ：鈴木卓爾
- チビ：福崎和広
- 医師：西島秀俊
- 理子：小西真奈美
- 牧師：アーサー・ホーランド
- 清掃員の女性：岸田今日子
- キタノ：青山真治
- 少年：大高力也
- 課長：山田辰夫
- 叔母：山口美也子
- 叔父：尾藤イサオ
- 教師：鄭義信
- 花屋の店主：松沢秀章
- マツ：松崎剛也
- 森田ガンツ
- 市川しんぺー
- 臼井静
- 奥野ミカ
- 眞賀亜希子
- 優恵
- 西野まり
- 武川修三
- 島ひろ子
- 松沢章
- 速水領
- 小栗健伸
- 川辺康
- 市川秋枝
- 津田健次郎
- 吉村智仁
- 須賀貴匡
- 井上潔
- 鈴木卓爾
- 神戸千木

## ソフト販売

### DVD
- 『クロエ デラックス版』(ASIN B00006JL6G) - 2002年10月、パイオニアLDC(現GENEON UNIVERSAL)より発売

### VHS
- 『クロエ』(ASIN B000UULL3A) - 2002年10月、J-WORKSより発売